# Jan Schmidt (Physiker)

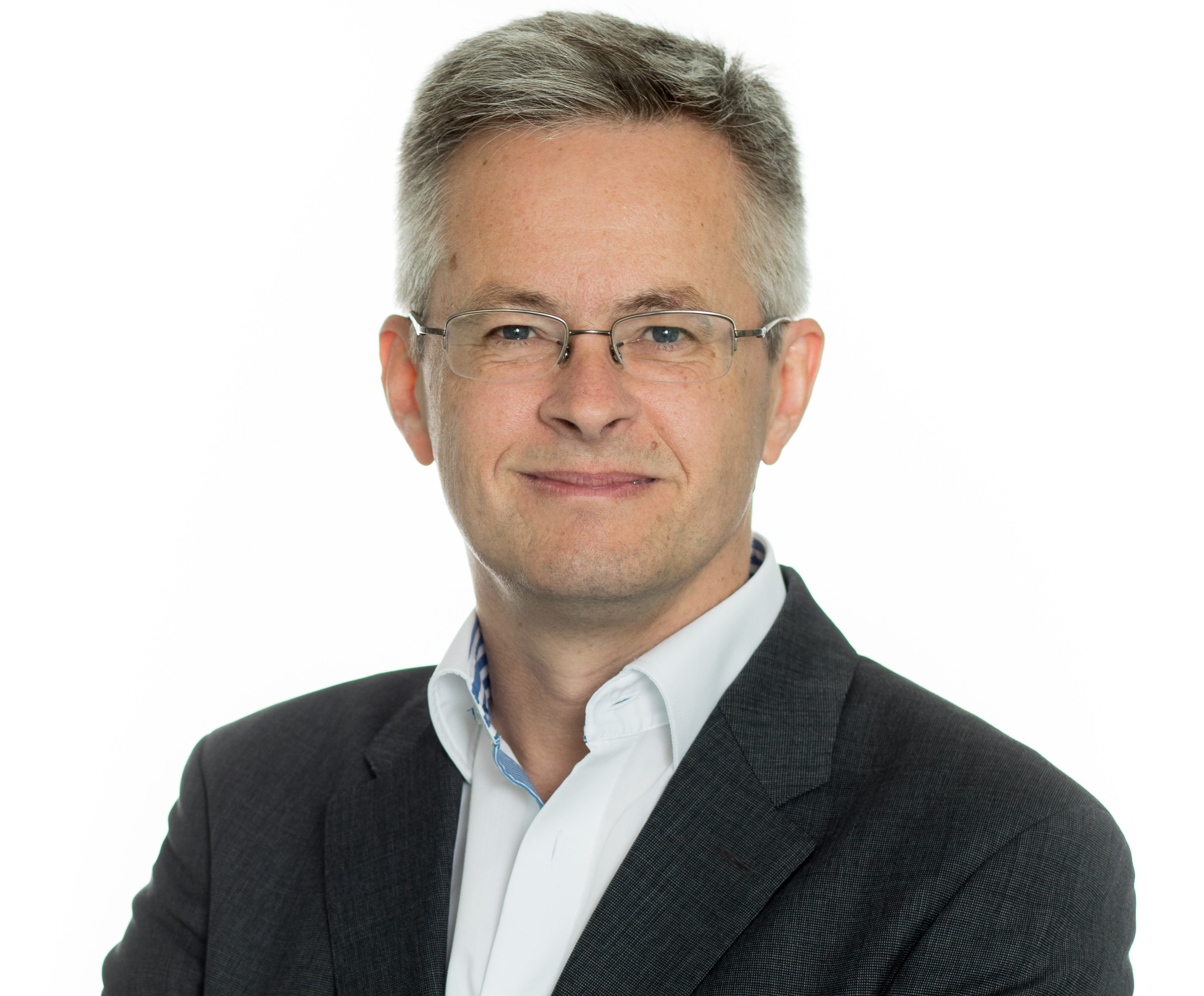
Jan Schmidt 2018

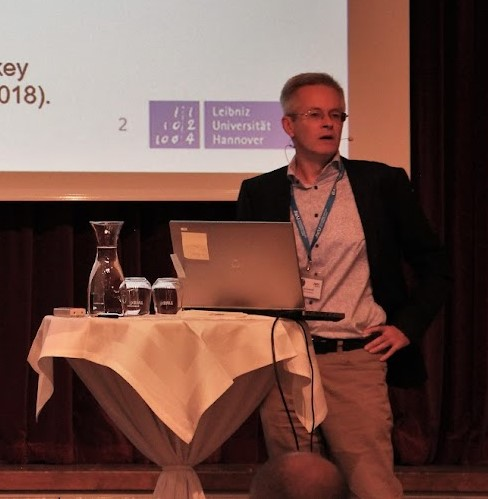
Jan Schmidt auf der GADEST-Konferenz, Mondsee, Österreich, Sept. 2022

Jan Schmidt (* 29. Juni 1967 in Kiel) ist ein deutscher Physiker und Solarenergieforscher.
Nach seiner Promotion in Physik im Jahr 1998 an der Universität Hannover forschte er von 1998 bis 2000 als Stipendiat der Alexander-von-Humboldt-Stiftung an der Australian National University in Canberra, Australien, und von 2000 bis 2001 an der Universität Stuttgart. Seit 2001 forscht er auf den Gebieten Photovoltaik und Halbleiterphysik am Institut für Solarenergieforschung Hameln (ISFH). 2005 habilitierte er sich an der Universität Hannover mit dem Thema Performance-Limiting Defects in Silicon Solar Cells. Im Jahr 2010 wurde er an der Leibniz Universität Hannover zum apl. Professor und im Jahr 2016 zum Universitätsprofessor für Photovoltaik-Materialforschung ernannt. Sein h-Index liegt mit Stand Juli 2025 bei 75.
Schmidt ist bekannt für seine Beiträge zur Aufklärung und Vermeidung lichtinduzierter Degradationsphänomene in Solarzellen. So konnte er erstmals nachweisen, dass der Dotierstoff im Silizium-Basismaterial der Solarzelle einen entscheidenden Einfluss auf die Degradationseigenschaften hat und der Dotierstoff Bor möglichst vermieden werden sollte, wohingegen Gallium oder Phosphor keine Degradation zur Folge haben. Diese Arbeiten hatten wesentlichen Einfluss in Bezug auf die Auswahl des Silizium-Ausgangsmaterials in hocheffizienten Solarzellen. Jan Schmidt hat auch zur Oberflächenpassivierung von Siliziumsolarzellen beigetragen und das heute in industriell gefertigten Solarzellen eingesetzte Al2O3/SiNx-Passivierschichtsystem entwickelt.